# Njurunda SK
Le Njurunda SK (Njurunda Sportklubb) est un club de hockey sur glace de Njurunda en Suède. Il évolue en Division 1, troisième échelon suédois.

## Historique
Il a été créé en 1971. Ce club a formé des joueurs tels que Henrik Zetterberg et Fredrik Modin. En 2009, il accède à la Division 1.

## Palmarès
- Aucun titre.